# Collado Mediano
Collado Mediano é um município da Espanha
na província e comunidade autónoma de Madrid, de área 22,6 km² com população de 6159 habitantes (2007) e densidade populacional de 251,81 hab/km².

## Demografia
| Variação demográfica do município entre 1991 e 2004 | Variação demográfica do município entre 1991 e 2004 | Variação demográfica do município entre 1991 e 2004 | Variação demográfica do município entre 1991 e 2004 |
| --------------------------------------------------- | --------------------------------------------------- | --------------------------------------------------- | --------------------------------------------------- |
| 1991                                                | 1996                                                | 2001                                                | 2004                                                |
| 2409                                                | 3681                                                | 4695                                                | 5638                                                |